# Xiaojiao Sun
Xiaojiao Sun (Zhejiang, China, 18 de diciembre de 1984) es una gimnasta artística china, medallista de bronce del mundo en 2001 en la prueba de la viga o barra de equilibrio.

## Carrera deportiva
En el Mundial celebrado en Gante (Bélgica) en 2001 consigue la medalla de bronce en la viga de equilibrio, por detrás de la rumana Andreea Raducan (oro) y la rusa Ludmila Ezhova (plata).